# Ignacy Świeży
Ignacy Świeży (12. října 1839 Kończyce Wielkie – 22. října 1902 Těšín) byl rakouský římskokatolický duchovní, pedagog a politik polské národnosti ze Slezska, na konci 19. století poslanec Říšské rady.

## Biografie
Pocházel z malorolnické rodiny. Jeho otec Józef vlastnil malé zemědělské hospodářství. Ignacy prospíval v obecné škole a učitelé ho doporučili k dalšímu studiu. Pokračoval na německojazyčném katolickém gymnáziu v Těšíně, pak studoval teologii v Olomouci. Roku 1865 byl vysvěcen na kněze, působil jako kaplan ve vratimovské farnosti u Ostravy, brzy pak přešel do farnosti v Bílsku. Od roku 1872 byl katechetou na německém evangelickém gymnáziu v Těšíně. Byl aktivní veřejně i politicky. Roku 1883 spoluzakládal spolek Dědictví blahoslaveného Jana Sarkandera, kterému i předsedal. A od roku 1883 byl rovněž členem politické organizace Svaz slezských katolíků. Od roku 1892, když zemřel Paweł Stalmach, předsedal i školské a kulturní organizaci Macierz Szkolna dla Księstwa Cieszyńskiego (Matice těšínská). Od roku 1878 až do roku 1900 byl poslancem Slezského zemského sněmu.
V 80. letech 19. století se zapojil i do celostátní politiky. Ve volbách do Říšské rady roku 1885 získal mandát za kurii venkovských obcí, obvod Těšín, Fryštát atd. Do Říšské rady se roku 1885 dostal díky dočasnému překlenutí rozporů mezi polskými evangelíky a katolíky na Těšínsku. Za týž obvod mandát obhájil i ve volbách do Říšské rady roku 1891 a volbách do Říšské rady roku 1897. Profesně byl k roku 1897 uváděn jako gymnaziální profesor v Těšíně. V parlamentu byl členem poslanecké frakce Polský klub, ale dostával se do rozporů s dalšími polskými poslanci z Haliče. V roce 1897 krátce z Polského klubu odešel na protest proti rozhodnutí vlády Kazimíra Badeniho, která odmítla povýšit polské soukromé gymnázium v Těšíně na veřejnou školu. Odlišoval se i tím, že podporoval české historické právo (tedy český historický nárok i na Slezsko) a navazoval kontakty s českými politiky. Roku 1892 se účastnil sjezdu klubu českých poslanců Říšské rady. Po smrti ho čeští poslanci v soustrastném telegramu označili za nezlomného zastánce česko-polské solidarity.
Ve volbách do Říšské rady roku 1901 již pro špatný zdravotní stav nekandidoval a opustil i další veřejné funkce. Odjel na léčení mimo Slezsko a trávil poslední měsíce života v zahraničí (Abcházie, Palestina, Egypt).